# Maximilian Bauer
Maximilian Bauer, né le 9 février 2000 à Vilshofen an der Donau en Allemagne, est un footballeur allemand qui évolue au poste de défenseur central au FC Kaiserslautern, en prêt du FC Augsbourg.

## Biographie

### Greuther Fürth
Né à Vilshofen an der Donau en Allemagne, Maximilian Bauer grandit à Windorf. Il est formé par Greuther Fürth, club qu'il rejoint à l'âge de 14 ans, en provenance du SpVgg Grün-Weiss Deggendorf. 
Bauer joue son premier match en professionnel le 10 août 2018, face au FC Ingolstadt 04, lors d'une rencontre de championnat alors que son équipe évolue en deuxième division. Il entre en jeu lors de cette rencontre où les deux équipes se partagent les points (1-1). Il connait sa première titularisation le 20 août suivant, contre le Borussia Dortmund, lors d'une rencontre de coupe d'Allemagne. Son équipe s'incline sur le score de deux buts à un après prolongation ce jour-là. Il participe à la montée du club en première division à l'issue de la saison 2020-2021.

### FC Augsbourg
Lors de l'été 2022, Maximilian Bauer rejoint le FC Augsbourg. En fin de contrat en juin 2022, il rejoint donc le club librement. Le transfert est annoncé dès le 2 février 2022 et il s'engage pour un contrat courant jusqu'en juin 2027.

### En équipe nationale
De 2018 à 2019, Maximilian Bauer est sélectionné avec l'équipe d'Allemagne des moins de 19 ans. Il joue son premier match le 10 septembre 2018, contre la Slovaquie (victoire 2-1 des Allemands) et marque un but le 19 novembre 2018 contre l'Arménie, participant ainsi à la large victoire de son équipe par sept buts à zéro.
Maximilian Bauer joue son premier match avec l'équipe d'Allemagne espoirs le 2 septembre 2021 contre Saint-Marin. Il entre en jeu à la place de Malick Thiaw et son équipe s'impose par six buts à zéro.

## Palmarès
- SpVgg Greuther Fürth
  - 2. Bundesliga
    - Vice-Champion en 2021

## Statistiques
| Saison                | Club                  | Championnat           | Championnat | Championnat | Coupe(s) nationale(s) | Coupe(s) nationale(s) | Supercoupe | Supercoupe | Compétition(s) continentale(s) | Compétition(s) continentale(s) | Compétition(s) continentale(s) | Total | Total |
| Saison                | Club                  | Division              | M.          | B.          | M.                    | B.                    | M.         | B.         | Comp.                          | M.                             | B.                             | M.    | B.    |
| 2018-2019             | SpVgg Greuther Fürth  | 2.Bundesliga          | 7           | 0           | -                     | -                     | -          | -          | -                              | -                              | -                              | 7     | 0     |
| 2019-2020             | SpVgg Greuther Fürth  | 2.Bundesliga          | 8           | 0           | 1                     | 0                     | -          | -          | -                              | -                              | -                              | 9     | 0     |
| 2020-2021             | SpVgg Greuther Fürth  | 2.Bundesliga          | 29          | 1           | 3                     | 0                     | -          | -          | -                              | -                              | -                              | 32    | 1     |
| 2021-2022             | SpVgg Greuther Fürth  | Bundesliga            | 26          | 0           | 1                     | 0                     | -          | -          | -                              | -                              | -                              | 27    | 0     |
| Sous-total            | Sous-total            | Sous-total            | 70          | 1           | 5                     | 0                     | 0          | 0          | -                              | 0                              | 0                              | 75    | 1     |
| 2022-2023             | FC Augsbourg          | Bundesliga            | 27          | 0           | 2                     | 0                     | -          | -          | -                              | -                              | -                              | 29    | 0     |
| 2023-2024             | FC Augsbourg          | Bundesliga            | 8           | 1           | -                     | -                     | -          | -          | -                              | -                              | -                              | 8     | 1     |
| Sous-total            | Sous-total            | Sous-total            | 35          | 1           | 2                     | 0                     | 0          | 0          | -                              | 0                              | 0                              | 37    | 1     |
| Total sur la carrière | Total sur la carrière | Total sur la carrière | 106         | 2           | 7                     | 0                     | 0          | 0          | -                              | 0                              | 0                              | 113   | 2     |